# Silo de Trujillo
El silo de Trujillo es un antiguo silo de situado en el municipio español de Trujillo, en la provincia de Cáceres. La unidad se encuentra ubicada junto al otro silo de grano que existe en el municipio.

## Historia
Su construcción fue promovida por el Servicio Nacional del Trigo (SNT) dentro de la política del régimen franquista que buscaba crear una red de silos para el almacenamiento de cereales. Entró en servicio en el año 1951 y contaba con una capacidad de almacenamiento de 4.150 toneladas. El silo trujillano pasó a manos del Servicio Nacional de Cereales en 1969 y, en 1971, del Servicio Nacional de Productos Agrarios (SENPA). En la actualidad las instalaciones no prestan servicio agrario.

## Características
Se trata de un silo del tipo A, tipología a la cual pertenecía la primera serie de unidades que se construyeron. Su estructura está levantada en hormigón y está compuesto por celdas cuadradas de ladrillo armado. En términos generales, los silos de este tipo suelen tener una altura máxima de 27 metros y poseen elementos ornamentales en su fachada de inspiración historicista.